# Neolaos
Neolaos (en llatí Neolaus, en grec antic Νεώλαος) fou un militar selèucida, germà dels sàtrapes Moló de Mèdia i Alexandre de Persis, que va ajudar els seus germans en la revolta que van organitzar contra el rei selèucida Antíoc III el Gran.
Va dirigir l'ala esquerra de l'exèrcit rebel a la batalla decisiva on els revoltats en van sortir derrotats. Va fugir a Persis i va matar a la seva mare i als fills de Moló i després de convèncer a Alexandre de Persis de seguir el seu exemple, es va suïcidar sobre els cadàvers de la seva família. En parla Polibi.